# 지질 시대

이 표는 국제 층서 위원회의 시대 구분을 따른다. 각 시대에 사용된 색은 미국 지리 연구소의 표준색상을 따랐다.

지질 시대(地質時代)는 지구가 생긴 이후부터의 역사를 의미한다
현재 이론에 따르면 지구는 약 45억 7천만 년 전에 만들어졌다고 생각하고 있다.지구의 역사는 여러 가지 기준으로 묶일 수 있다. 각 시대는 지질학이나 고생물학에서의 주요 사건(생물의 대량 멸종 등)을 기준으로 나뉜다. 예컨대 백악기와 팔레오세는 공룡 멸종의 이전과 이후를 기준으로 나뉜다.
최초의 지질연대표는 1756년 요한 고틀로프 레만에 의해 만들어져 시원암(화강암·편마암 등의 결정질 암석), 성층암(화석을 포함하는 고화된 퇴적암), 비고화암(토양·자갈·화산재 등)의 연대로 구성되었다.

## 지질연대표
아래 표는 국제 층서 위원회의 시대 구분을 따른다. 그리고 각 시대에 사용된 색은 미국 지리 연구소의 표준색상을 따랐다.
| 누대        | 대         | 기1                              | 세 | 주요 사건 | 끝, 백만 년 단위2                                       |
| ----------- | ---------- | -------------------------------- | --- | --- | ------------------------------------------------------- |
| 현생누대    | 신생대     | 제4기                            | 홀로세 | 빙하기가 끝나고 인류의 문명이 시작되다. | 0                                                       |
| 현생누대    | 신생대     | 제4기                            | 플라이스토세 | 여러 거대 포유류가 번성하고는 멸종하다. 현생 인류가 진화하다. | 0.011430 ± 0.00013                                      |
| 현생누대    | 신생대     | 신제3기3                         | 플리오세 | 빙하기가 강화되다. 오스트랄로피테쿠스가 나타나다. 현생 포유류의 속이 등장하다. | 1.806 ± 0.005 *                                         |
| 현생누대    | 신생대     | 신제3기3                         | 마이오세 | 온화한 기후; 북반구의 조산 운동; 포유류와 조류의 과가 생겨나다. 말과 코끼리의 조상이 번성하다. 풀이 널리 퍼지다. 유인원이 나타나다. | 5.332 ± 0.005 *                                         |
| 현생누대    | 신생대     | 고제3기3                         | 올리고세 | 따뜻한 기후; 동물, 특히 현생 절지동물과 포유류의 빠른 진화와 확산. 속씨식물의 진화와 확산. | 23.03 ± 0.05 *                                          |
| 현생누대    | 신생대     | 고제3기3                         | 에오세 | 고대 포유류(육치류, 과절류, 우인타테리움류 등)가 번성하고 발달하다. 현생 포유류의 과가 생겨나다. 원시적인 고래가 생기다. 첫 풀. 남극의 재빙하화; 빙하 시대의 시작. | 33.9 ± 0.1 *                                            |
| 현생누대    | 신생대     | 고제3기3                         | 팔레오세 | 열대 기후. 현생 식물; 공룡의 멸종 이후 유일한 수각류인 새는 살아남고 포유류의 분화가 시작되다. 대형 포유류의 등장 (곰이나 작은 하마 크기) 꽃의 등장으로 나비와 같은 곤충이 등장하다. | 55.8 ± 0.2 *                                            |
| 현생누대    | 중생대     | 백악기                           | 후세 | 속씨식물과 함께 꿀벌, 말벌과 같은 새로운 곤충이 출현하다. 꽃의 등장으로 딱정벌레목과 같은 곤충군이 더 진화하여 번성하다. 전보다 진화된 조기어류가 나타난다. 암모나이트 루디스트 이매패류, 성게, 해면이 번성하다. 새로운 공룡(예, 티라노사우루스 렉스, 티타노사우루스, 하드로사우루스, 트리케라톱스)이 진화하다. 바다에서는 모사사우루스 따위의 해룡과 현대의 악어와 상어가 출현하다. 원시적 조류가 익룡을 대신하기 시작한다. 익룡은 꼬리가 없어지고 거대화한다. 단공목, 유대목, 진수하강에 해당하는 포유류가 나타난다. 곤드와나 대륙이 분열된다. 약 6천 5백만 년전에 새를 제외한 모든 공룡이 멸종하다. | 66 ± 0.3 *                                              |
| 현생누대    | 중생대     | 백악기                           | 전세 | 속씨식물과 함께 꿀벌, 말벌과 같은 새로운 곤충이 출현하다. 꽃의 등장으로 딱정벌레목과 같은 곤충군이 더 진화하여 번성하다. 전보다 진화된 조기어류가 나타난다. 암모나이트 루디스트 이매패류, 성게, 해면이 번성하다. 새로운 공룡(예, 티라노사우루스 렉스, 티타노사우루스, 하드로사우루스, 트리케라톱스)이 진화하다. 바다에서는 모사사우루스 따위의 해룡과 현대의 악어와 상어가 출현하다. 원시적 조류가 익룡을 대신하기 시작한다. 익룡은 꼬리가 없어지고 거대화한다. 단공목, 유대목, 진수하강에 해당하는 포유류가 나타난다. 곤드와나 대륙이 분열된다. 약 6천 5백만 년전에 새를 제외한 모든 공룡이 멸종하다. | 99.6 ± 0.9 *                                            |
| 현생누대    | 중생대     | 쥐라기                           | 말름세 | 겉씨식물(특히 구과식물, 베네티트목, 소철류)과 양치식물이 번성하다. 침을 가진 벌과 기생벌과 같은 기생곤충이 등장하다. 모기, 흰개미가 등장하다. 꽃가루 받이를 하는 곤충, 예를 들어 칼리그람마(풀잠자리목 Kalligrammatidae과 Kalligramma속. 일명 '쥐라기의 나비')이 등장하다. 용각류, 알로사우루스, 스테고사우루스 같은 다양한 공룡이 번성한다. 몸집이 작은 포유류가 늘어나다. 새와 도마뱀이 나타나다. 이크티오사우루스와 플레시오사우루스와 같은 해서 파충류가 다양해진다. 이매패류, 암모나이트, 벨렘나이트도 풍부해진다. 성게, 바다나리 종류, 불가사리, 해면, terebratulid와 rhynchonellid(완족동물)들이 매우 흔했다. 판게아 대륙이 곤드와나와 로라시아로 분열된다. | 145.5 ± 4.0                                             |
| 현생누대    | 중생대     | 쥐라기                           | 도거세 | 겉씨식물(특히 구과식물, 베네티트목, 소철류)과 양치식물이 번성하다. 침을 가진 벌과 기생벌과 같은 기생곤충이 등장하다. 모기, 흰개미가 등장하다. 꽃가루 받이를 하는 곤충, 예를 들어 칼리그람마(풀잠자리목 Kalligrammatidae과 Kalligramma속. 일명 '쥐라기의 나비')이 등장하다. 용각류, 알로사우루스, 스테고사우루스 같은 다양한 공룡이 번성한다. 몸집이 작은 포유류가 늘어나다. 새와 도마뱀이 나타나다. 이크티오사우루스와 플레시오사우루스와 같은 해서 파충류가 다양해진다. 이매패류, 암모나이트, 벨렘나이트도 풍부해진다. 성게, 바다나리 종류, 불가사리, 해면, terebratulid와 rhynchonellid(완족동물)들이 매우 흔했다. 판게아 대륙이 곤드와나와 로라시아로 분열된다. | 161.2 ± 4.0                                             |
| 현생누대    | 중생대     | 쥐라기                           | 리아스세 | 겉씨식물(특히 구과식물, 베네티트목, 소철류)과 양치식물이 번성하다. 침을 가진 벌과 기생벌과 같은 기생곤충이 등장하다. 모기, 흰개미가 등장하다. 꽃가루 받이를 하는 곤충, 예를 들어 칼리그람마(풀잠자리목 Kalligrammatidae과 Kalligramma속. 일명 '쥐라기의 나비')이 등장하다. 용각류, 알로사우루스, 스테고사우루스 같은 다양한 공룡이 번성한다. 몸집이 작은 포유류가 늘어나다. 새와 도마뱀이 나타나다. 이크티오사우루스와 플레시오사우루스와 같은 해서 파충류가 다양해진다. 이매패류, 암모나이트, 벨렘나이트도 풍부해진다. 성게, 바다나리 종류, 불가사리, 해면, terebratulid와 rhynchonellid(완족동물)들이 매우 흔했다. 판게아 대륙이 곤드와나와 로라시아로 분열된다. | 175.6 ± 2.0 *                                           |
| 현생누대    | 중생대     | 트라이아스기                     | 후세 | 지배파충류가 등장하여 번성하기 시작하다. 침 없는 원시 벌목, 대벌레목, 날도래목, 노린재목 곤충이 등장한다. 신시류 곤충 중 가장 거대했던 티타노프테라가 등장하다. 키노돈트는 더 작아지고 더 포유류와 비슷해지다. 공룡, 포유류, 익룡, 악어가 나타나다. Dicrodium 식물류가 육지에 흔해진다. 거대한 수서 양서류(temnospondy)를 볼 수 있다. 어룡과 노토사우루스류가 바다에서 번성하다. Ceratite(암모나이트)가 번성한다. 현생 산호류와 조기류가 나타난다. | 199.6 ± 0.6                                             |
| 현생누대    | 중생대     | 트라이아스기                     | 중세 | 지배파충류가 등장하여 번성하기 시작하다. 침 없는 원시 벌목, 대벌레목, 날도래목, 노린재목 곤충이 등장한다. 신시류 곤충 중 가장 거대했던 티타노프테라가 등장하다. 키노돈트는 더 작아지고 더 포유류와 비슷해지다. 공룡, 포유류, 익룡, 악어가 나타나다. Dicrodium 식물류가 육지에 흔해진다. 거대한 수서 양서류(temnospondy)를 볼 수 있다. 어룡과 노토사우루스류가 바다에서 번성하다. Ceratite(암모나이트)가 번성한다. 현생 산호류와 조기류가 나타난다. | 228.0 ± 2.0                                             |
| 현생누대    | 중생대     | 트라이아스기                     | 전세 | 지배파충류가 등장하여 번성하기 시작하다. 침 없는 원시 벌목, 대벌레목, 날도래목, 노린재목 곤충이 등장한다. 신시류 곤충 중 가장 거대했던 티타노프테라가 등장하다. 키노돈트는 더 작아지고 더 포유류와 비슷해지다. 공룡, 포유류, 익룡, 악어가 나타나다. Dicrodium 식물류가 육지에 흔해진다. 거대한 수서 양서류(temnospondy)를 볼 수 있다. 어룡과 노토사우루스류가 바다에서 번성하다. Ceratite(암모나이트)가 번성한다. 현생 산호류와 조기류가 나타난다. | 245.0 ± 1.5                                             |
| 현생누대    | 고생대     | 페름기                           | 후세 | 대륙들이 뭉쳐서 판게아 초대륙이 생겨나다. 단궁류(반룡류와 수궁류)가 풍부해졌고, 반면에 측파충류와 분추류 양서류도 여전히 남아있다. 이 시기의 중세부터 석탄기의 식물군이 현재 속씨식물의 생태적 위치를 대체하였다. 메뚜기목(메뚜기, 여치, 귀뚜라미) 그룹의 조상인 프로토오르도프테라목(Protorthoptera), 산란관을 가진 바퀴벌레형태의 곤충(Blattoptera, "proto-cockroaches" or "roachoid" insects), 원시 딱정벌레목(딱정벌레)와 파리목(파리), 진딧물아목(진딧물) 등의 곤충들이 진화하였다. 완전탈바꿈 곤충들이 번성하기 시작하였다. 따뜻한 천해의 산호초에서 해서 어류들이 번성하였다. 완족동물(중에서 Productid와 spriferid), 이매패류, 유공충, 암모나이트가 풍부하다. 페름-석탄기의 끝은 빙하기이다. 이 시기의 마지막에 페름기 대멸종이 일어나면서 지구상의 95%에 달하는 생물종이 사라지게 된다. | 251.0 ± 0.4 *                                           |
| 현생누대    | 고생대     | 페름기                           | 중세 | 대륙들이 뭉쳐서 판게아 초대륙이 생겨나다. 단궁류(반룡류와 수궁류)가 풍부해졌고, 반면에 측파충류와 분추류 양서류도 여전히 남아있다. 이 시기의 중세부터 석탄기의 식물군이 현재 속씨식물의 생태적 위치를 대체하였다. 메뚜기목(메뚜기, 여치, 귀뚜라미) 그룹의 조상인 프로토오르도프테라목(Protorthoptera), 산란관을 가진 바퀴벌레형태의 곤충(Blattoptera, "proto-cockroaches" or "roachoid" insects), 원시 딱정벌레목(딱정벌레)와 파리목(파리), 진딧물아목(진딧물) 등의 곤충들이 진화하였다. 완전탈바꿈 곤충들이 번성하기 시작하였다. 따뜻한 천해의 산호초에서 해서 어류들이 번성하였다. 완족동물(중에서 Productid와 spriferid), 이매패류, 유공충, 암모나이트가 풍부하다. 페름-석탄기의 끝은 빙하기이다. 이 시기의 마지막에 페름기 대멸종이 일어나면서 지구상의 95%에 달하는 생물종이 사라지게 된다. | 260.4 ± 0.7 *                                           |
| 현생누대    | 고생대     | 페름기                           | 전세 | 대륙들이 뭉쳐서 판게아 초대륙이 생겨나다. 단궁류(반룡류와 수궁류)가 풍부해졌고, 반면에 측파충류와 분추류 양서류도 여전히 남아있다. 이 시기의 중세부터 석탄기의 식물군이 현재 속씨식물의 생태적 위치를 대체하였다. 메뚜기목(메뚜기, 여치, 귀뚜라미) 그룹의 조상인 프로토오르도프테라목(Protorthoptera), 산란관을 가진 바퀴벌레형태의 곤충(Blattoptera, "proto-cockroaches" or "roachoid" insects), 원시 딱정벌레목(딱정벌레)와 파리목(파리), 진딧물아목(진딧물) 등의 곤충들이 진화하였다. 완전탈바꿈 곤충들이 번성하기 시작하였다. 따뜻한 천해의 산호초에서 해서 어류들이 번성하였다. 완족동물(중에서 Productid와 spriferid), 이매패류, 유공충, 암모나이트가 풍부하다. 페름-석탄기의 끝은 빙하기이다. 이 시기의 마지막에 페름기 대멸종이 일어나면서 지구상의 95%에 달하는 생물종이 사라지게 된다. | 270.6 ± 0.7 *                                           |
| 현생누대    | 고생대     | 석탄기4                          | 펜실베이니아세 | 발달한 날개가 있는 곤충이 나타나 번성하여 하늘을 지배하며, 메가네우라와 같은 대형 곤충도 등장하다. 양서류가 풍부해지고 다양해진다. 최초의 파충류와 석탄이 될 숲(주로 레피도덴드론, 시길라리아, 노목, 코르다이테스 등의 나무)이 나타나며, 대기 중 산소농도가 고도로 높아진다. 바다에서는, Goniatites (멸종된 암모나이트의 한 종류), 완족동물, bryozoa(산호 비슷하게 생긴 군집생물), 이매패류, 산호, 등이 풍부해진다. | 299.0 ± 0.8 *                                           |
| 현생누대    | 고생대     | 석탄기4                          | 펜실베이니아세 | 발달한 날개가 있는 곤충이 나타나 번성하여 하늘을 지배하며, 메가네우라와 같은 대형 곤충도 등장하다. 양서류가 풍부해지고 다양해진다. 최초의 파충류와 석탄이 될 숲(주로 레피도덴드론, 시길라리아, 노목, 코르다이테스 등의 나무)이 나타나며, 대기 중 산소농도가 고도로 높아진다. 바다에서는, Goniatites (멸종된 암모나이트의 한 종류), 완족동물, bryozoa(산호 비슷하게 생긴 군집생물), 이매패류, 산호, 등이 풍부해진다. | 306.5 ± 1.0                                             |
| 현생누대    | 고생대     | 석탄기4                          | 펜실베이니아세 | 발달한 날개가 있는 곤충이 나타나 번성하여 하늘을 지배하며, 메가네우라와 같은 대형 곤충도 등장하다. 양서류가 풍부해지고 다양해진다. 최초의 파충류와 석탄이 될 숲(주로 레피도덴드론, 시길라리아, 노목, 코르다이테스 등의 나무)이 나타나며, 대기 중 산소농도가 고도로 높아진다. 바다에서는, Goniatites (멸종된 암모나이트의 한 종류), 완족동물, bryozoa(산호 비슷하게 생긴 군집생물), 이매패류, 산호, 등이 풍부해진다. | 311.7 ± 1.1                                             |
| 현생누대    | 고생대     | 석탄기4                          | 미시시피세 | 거대한 나무가 나타난다. 척추동물(양서류)이 육상에 진출한다. 최초의 원시 곤충이 등장하여 번성한다. 곤충에게 날개가 발달하기 시작하다. 기수환경에서는 바다전갈이, 민물에서는 리조돈트가 주된 포식자였다. 바다에서는 연골어류(원시상어)가 많이 나타났고 다양하게 진화했다. 극피동물 (특히 바다나리와 blastoid)가 풍부했다. 산호, bryozoa, 완족동물(중에서 프로둑티다문, 스프리페리다문, 등)이 매우 일반적이었다. 고니아티트(암모나이트)가 일반적이었고, 삼엽충과 앵무조개는 쇠퇴하기 시작했다. 곤드와나대륙의 동부에서는 빙하작용이 있었다. | 318.1 ± 1.3 *                                           |
| 현생누대    | 고생대     | 석탄기4                          | 미시시피세 | 거대한 나무가 나타난다. 척추동물(양서류)이 육상에 진출한다. 최초의 원시 곤충이 등장하여 번성한다. 곤충에게 날개가 발달하기 시작하다. 기수환경에서는 바다전갈이, 민물에서는 리조돈트가 주된 포식자였다. 바다에서는 연골어류(원시상어)가 많이 나타났고 다양하게 진화했다. 극피동물 (특히 바다나리와 blastoid)가 풍부했다. 산호, bryozoa, 완족동물(중에서 프로둑티다문, 스프리페리다문, 등)이 매우 일반적이었다. 고니아티트(암모나이트)가 일반적이었고, 삼엽충과 앵무조개는 쇠퇴하기 시작했다. 곤드와나대륙의 동부에서는 빙하작용이 있었다. | 326.4 ± 1.6                                             |
| 현생누대    | 고생대     | 석탄기4                          | 미시시피세 | 거대한 나무가 나타난다. 척추동물(양서류)이 육상에 진출한다. 최초의 원시 곤충이 등장하여 번성한다. 곤충에게 날개가 발달하기 시작하다. 기수환경에서는 바다전갈이, 민물에서는 리조돈트가 주된 포식자였다. 바다에서는 연골어류(원시상어)가 많이 나타났고 다양하게 진화했다. 극피동물 (특히 바다나리와 blastoid)가 풍부했다. 산호, bryozoa, 완족동물(중에서 프로둑티다문, 스프리페리다문, 등)이 매우 일반적이었다. 고니아티트(암모나이트)가 일반적이었고, 삼엽충과 앵무조개는 쇠퇴하기 시작했다. 곤드와나대륙의 동부에서는 빙하작용이 있었다. | 345.3 ± 2.1                                             |
| 현생누대    | 고생대     | 데본기                           | 후세 | 육지에서는 석송과 쇠뜨기, 원겉씨식물(최초의 종자 식물), 나무가 처음으로 나타남. 최초의 육각류(Rhyniella praecursor)와 곤충(Rhyniognatha)이 등장하다. 바다에서는 완족동물(중에서 Strophomenata강 strophomenia목과 Rhynchonellata강 Atrypida문), 산호, 바다나리가 풍부하였음. Goniatite(암모나이트)도 일반적이었으며 Coleoid(두족강 coleoidea아강)가 나타나기 시작하였다. 삼엽충은 그 수가 감소한다. 갑피강(척추동물문 어상강)어류의 수가 줄고; 턱이 있는 어류 (갑주어(어상강 판피강), 총기강(실러캔스 비슷한 무리)어류와 경골어류, 원시 Chondrichthyes(원시 상어)가 중요한 생물이 되었다. 수생 양서류가 출현하였다. "오래된 붉은 대륙(Old Red Continent)"으로 알려진 유라메리카(Euramerica, 지금의 북미와 유럽이 합쳐져서 생긴 대륙 이후 갈라지면서 대서양을 만든다.)가 출현하였다.               | 359.2 ± 2.5 *                                           |
| 현생누대    | 고생대     | 데본기                           | 중세 | 육지에서는 석송과 쇠뜨기, 원겉씨식물(최초의 종자 식물), 나무가 처음으로 나타남. 최초의 육각류(Rhyniella praecursor)와 곤충(Rhyniognatha)이 등장하다. 바다에서는 완족동물(중에서 Strophomenata강 strophomenia목과 Rhynchonellata강 Atrypida문), 산호, 바다나리가 풍부하였음. Goniatite(암모나이트)도 일반적이었으며 Coleoid(두족강 coleoidea아강)가 나타나기 시작하였다. 삼엽충은 그 수가 감소한다. 갑피강(척추동물문 어상강)어류의 수가 줄고; 턱이 있는 어류 (갑주어(어상강 판피강), 총기강(실러캔스 비슷한 무리)어류와 경골어류, 원시 Chondrichthyes(원시 상어)가 중요한 생물이 되었다. 수생 양서류가 출현하였다. "오래된 붉은 대륙(Old Red Continent)"으로 알려진 유라메리카(Euramerica, 지금의 북미와 유럽이 합쳐져서 생긴 대륙 이후 갈라지면서 대서양을 만든다.)가 출현하였다.               | 385.3 ± 2.6 *                                           |
| 현생누대    | 고생대     | 데본기                           | 전세 | 육지에서는 석송과 쇠뜨기, 원겉씨식물(최초의 종자 식물), 나무가 처음으로 나타남. 최초의 육각류(Rhyniella praecursor)와 곤충(Rhyniognatha)이 등장하다. 바다에서는 완족동물(중에서 Strophomenata강 strophomenia목과 Rhynchonellata강 Atrypida문), 산호, 바다나리가 풍부하였음. Goniatite(암모나이트)도 일반적이었으며 Coleoid(두족강 coleoidea아강)가 나타나기 시작하였다. 삼엽충은 그 수가 감소한다. 갑피강(척추동물문 어상강)어류의 수가 줄고; 턱이 있는 어류 (갑주어(어상강 판피강), 총기강(실러캔스 비슷한 무리)어류와 경골어류, 원시 Chondrichthyes(원시 상어)가 중요한 생물이 되었다. 수생 양서류가 출현하였다. "오래된 붉은 대륙(Old Red Continent)"으로 알려진 유라메리카(Euramerica, 지금의 북미와 유럽이 합쳐져서 생긴 대륙 이후 갈라지면서 대서양을 만든다.)가 출현하였다.               | 397.5 ± 2.7 *                                           |
| 현생누대    | 고생대     | 실루리아기                       | 프리돌리세 | 최초로 관다발 조직이 있는 육상 생물, 최초의 육상 동물 (노래기, Pneumodesmus), 아르트로플레우라(절지동물문 배각강 Arthropleurida목. 크기가 2m가 넘었을 것으로 추정되는 지상 최대의 절지동물), 최초의 턱 있는 어류, 갑피강, 갑주어(척추동물문 어상강 판피강)등이 나타났다. 절지동물이 동물 역사상 최초로 육상진출을 하였다. 바다전갈의 크기가 매우 커졌다. tabulate(화충강 Tabulata목)과 rugose(화충강 Rugosa목), 완족동물(중에서 Pentamerida목, Rhynchonellida목), 바다나리가 모두 풍부했다. 삼엽충과 연체동물이 번성하였다. 필석은 다양하지 않았다. | 416.0 ± 2.8 *                                           |
| 현생누대    | 고생대     | 실루리아기                       | 루드로세 | 최초로 관다발 조직이 있는 육상 생물, 최초의 육상 동물 (노래기, Pneumodesmus), 아르트로플레우라(절지동물문 배각강 Arthropleurida목. 크기가 2m가 넘었을 것으로 추정되는 지상 최대의 절지동물), 최초의 턱 있는 어류, 갑피강, 갑주어(척추동물문 어상강 판피강)등이 나타났다. 절지동물이 동물 역사상 최초로 육상진출을 하였다. 바다전갈의 크기가 매우 커졌다. tabulate(화충강 Tabulata목)과 rugose(화충강 Rugosa목), 완족동물(중에서 Pentamerida목, Rhynchonellida목), 바다나리가 모두 풍부했다. 삼엽충과 연체동물이 번성하였다. 필석은 다양하지 않았다. | 418.7 ± 2.7 *                                           |
| 현생누대    | 고생대     | 실루리아기                       | 웬록세 | 최초로 관다발 조직이 있는 육상 생물, 최초의 육상 동물 (노래기, Pneumodesmus), 아르트로플레우라(절지동물문 배각강 Arthropleurida목. 크기가 2m가 넘었을 것으로 추정되는 지상 최대의 절지동물), 최초의 턱 있는 어류, 갑피강, 갑주어(척추동물문 어상강 판피강)등이 나타났다. 절지동물이 동물 역사상 최초로 육상진출을 하였다. 바다전갈의 크기가 매우 커졌다. tabulate(화충강 Tabulata목)과 rugose(화충강 Rugosa목), 완족동물(중에서 Pentamerida목, Rhynchonellida목), 바다나리가 모두 풍부했다. 삼엽충과 연체동물이 번성하였다. 필석은 다양하지 않았다. | 422.9 ± 2.5 *                                           |
| 현생누대    | 고생대     | 실루리아기                       | 슬란도버리세 | 최초로 관다발 조직이 있는 육상 생물, 최초의 육상 동물 (노래기, Pneumodesmus), 아르트로플레우라(절지동물문 배각강 Arthropleurida목. 크기가 2m가 넘었을 것으로 추정되는 지상 최대의 절지동물), 최초의 턱 있는 어류, 갑피강, 갑주어(척추동물문 어상강 판피강)등이 나타났다. 절지동물이 동물 역사상 최초로 육상진출을 하였다. 바다전갈의 크기가 매우 커졌다. tabulate(화충강 Tabulata목)과 rugose(화충강 Rugosa목), 완족동물(중에서 Pentamerida목, Rhynchonellida목), 바다나리가 모두 풍부했다. 삼엽충과 연체동물이 번성하였다. 필석은 다양하지 않았다. | 428.2 ± 2.3 *                                           |
| 현생누대    | 고생대     | 오르도비스기                     | 후세 | 새로운 종류의 무척추동물(예를 들어, 거대한 앵무조개 두족류)이 상당수 번성하였다. 원시 산호, 완족동물(정형패각류, 스트로포메나류 등), 이매패류, 앵무조개, 삼엽충, 패충류, 태형동물, 다양한 극피동물 (바다나리류, 바다능금류, 불가사리류 등), 가지 모양의 필석류, 그리고 기타 모든 공통적인 동물군이 살았다. 코노돈트는 원시적인 부유성 척추동물로 이 시기의 시작과 동시에 출현하였다. 유배식물과 균류가 육상에 처음 출현했다. 이 시기의 마지막에 빙하기가 있었다. 다지아문에 속하는 절지동물의 발자국 흔적이 이 시대의 화석에서 발견되었으므로 절지동물이 육상에 진출하기 시작했다고 볼 수 있다. | 443.7 ± 1.5 *                                           |
| 현생누대    | 고생대     | 오르도비스기                     | 중세 | 새로운 종류의 무척추동물(예를 들어, 거대한 앵무조개 두족류)이 상당수 번성하였다. 원시 산호, 완족동물(정형패각류, 스트로포메나류 등), 이매패류, 앵무조개, 삼엽충, 패충류, 태형동물, 다양한 극피동물 (바다나리류, 바다능금류, 불가사리류 등), 가지 모양의 필석류, 그리고 기타 모든 공통적인 동물군이 살았다. 코노돈트는 원시적인 부유성 척추동물로 이 시기의 시작과 동시에 출현하였다. 유배식물과 균류가 육상에 처음 출현했다. 이 시기의 마지막에 빙하기가 있었다. 다지아문에 속하는 절지동물의 발자국 흔적이 이 시대의 화석에서 발견되었으므로 절지동물이 육상에 진출하기 시작했다고 볼 수 있다. | 460.9 ± 1.6 *                                           |
| 현생누대    | 고생대     | 오르도비스기                     | 전세 | 새로운 종류의 무척추동물(예를 들어, 거대한 앵무조개 두족류)이 상당수 번성하였다. 원시 산호, 완족동물(정형패각류, 스트로포메나류 등), 이매패류, 앵무조개, 삼엽충, 패충류, 태형동물, 다양한 극피동물 (바다나리류, 바다능금류, 불가사리류 등), 가지 모양의 필석류, 그리고 기타 모든 공통적인 동물군이 살았다. 코노돈트는 원시적인 부유성 척추동물로 이 시기의 시작과 동시에 출현하였다. 유배식물과 균류가 육상에 처음 출현했다. 이 시기의 마지막에 빙하기가 있었다. 다지아문에 속하는 절지동물의 발자국 흔적이 이 시대의 화석에서 발견되었으므로 절지동물이 육상에 진출하기 시작했다고 볼 수 있다. | 471.8 ± 1.6                                             |
| 현생누대    | 고생대     | 캄브리아기                       | 후세 | 캄브리아기 대폭발로 생물의 다양성이 늘다; 현대 생물의 문 중 절반 이상이 생겨나다. 고배류가 캄브리아 초세에 번성했다. 삼엽충(절지동물), 새예동물, 해면, 완족동물(중에서 무관절류 동물아문), 기타 다양한 생물이 모두 풍부했다. 최초의 척추동물이 나타났다. 아노말로카리스가 당시의 최상위 포식자로 추정된다. 에디아카라 생물군은 점차 사라졌다. | 488.3 ± 1.7 *                                           |
| 현생누대    | 고생대     | 캄브리아기                       | 중세 | 캄브리아기 대폭발로 생물의 다양성이 늘다; 현대 생물의 문 중 절반 이상이 생겨나다. 고배류가 캄브리아 초세에 번성했다. 삼엽충(절지동물), 새예동물, 해면, 완족동물(중에서 무관절류 동물아문), 기타 다양한 생물이 모두 풍부했다. 최초의 척추동물이 나타났다. 아노말로카리스가 당시의 최상위 포식자로 추정된다. 에디아카라 생물군은 점차 사라졌다. | 501.0 ± 2.0 *                                           |
| 현생누대    | 고생대     | 캄브리아기                       | 초세 | 캄브리아기 대폭발로 생물의 다양성이 늘다; 현대 생물의 문 중 절반 이상이 생겨나다. 고배류가 캄브리아 초세에 번성했다. 삼엽충(절지동물), 새예동물, 해면, 완족동물(중에서 무관절류 동물아문), 기타 다양한 생물이 모두 풍부했다. 최초의 척추동물이 나타났다. 아노말로카리스가 당시의 최상위 포식자로 추정된다. 에디아카라 생물군은 점차 사라졌다. | 513.0 ± 2.0                                             |
| 원생누대5   | 신원생대   | 에디아카라기                     | 다세포 동물의 출현. 에디아카라 생물군이 생기다. 말기에는 말기 에디아카라 멸종사건이 일어나서 에디아카라 생물군이 멸종되다. | 다세포 동물의 출현. 에디아카라 생물군이 생기다. 말기에는 말기 에디아카라 멸종사건이 일어나서 에디아카라 생물군이 멸종되다. | 542.0 ± 1.0 *                                           |
| 원생누대5   | 신원생대   | 크라이오제니아기                 | 로디니아 대륙의 분열이 시작되다. 지구 전체가 얼어붙었다고 여겨지다.(눈덩이 지구)                                           | 로디니아 대륙의 분열이 시작되다. 지구 전체가 얼어붙었다고 여겨지다.(눈덩이 지구) | 630 +5/-30 *                                            |
| 원생누대5   | 신원생대   | 토니아기                         | 생물의 대기 조성 시작 | 생물의 대기 조성 시작 | 850 6                                                   |
| 원생누대5   | 중원생대   | 스테니아기                       | 로디니아 대륙의 형성 | 로디니아 대륙의 형성 | 1000 6                                                  |
| 원생누대5   | 중원생대   | 엑타시아기                       | | | 1200 6                                                  |
| 원생누대5   | 중원생대   | 칼리미아기                       | | | 1400 6                                                  |
| 원생누대5   | 고원생대   | 스타테리아기                     | 진핵생물의 출현 | 진핵생물의 출현 | 1600 6                                                  |
| 원생누대5   | 고원생대   | 오로시리아기                     | 대기권에 산소가 늘다. | 대기권에 산소가 늘다. | 1800 6                                                  |
| 원생누대5   | 고원생대   | 리아시아기                       | | | 2050 6                                                  |
| 원생누대5   | 고원생대   | 시데리아기                       | | | 2300 6                                                  |
| 시생누대5   | 신시생대   | 대륙 지각이 생겨나다. 맨틀 대류. | 대륙 지각이 생겨나다. 맨틀 대류.                                                                                           | 대륙 지각이 생겨나다. 맨틀 대류. | 2500 6                                                  |
| 시생누대5   | 중시생대   | 스트로마톨라이트의 생성          | 스트로마톨라이트의 생성 | 스트로마톨라이트의 생성 | 2800 6                                                  |
| 시생누대5   | 고시생대   | 광합성을 하는 세균의 출현        | 광합성을 하는 세균의 출현                                                                                                  | 광합성을 하는 세균의 출현 | 3200 6                                                  |
| 시생누대5   | 초시생대   | 고원핵생물의 출현                | 고원핵생물의 출현 | 고원핵생물의 출현 | 3600 6                                                  |
| 명왕누대5,7 | 지르코늄대 |                                  | | |                                                         |
| 명왕누대5,7 | 지르코늄대 |                                  | | |                                                         |
| 명왕누대5,7 | 초명왕대   |                                  | | |                                                         |
| 명왕누대5,7 |            |                                  | | |                                                         |
| 혼돈누대    | 신혼돈대   |                                  | | |                                                         |
| 혼돈누대    | 신혼돈대   |                                  | | |                                                         |
| 혼돈누대    | 초혼돈대   |                                  | | |                                                         |
| 혼돈누대    |            |                                  | | |                                                         |
| 선네펠레대  |            |                                  | | | 43억년전 -가장 오래된 암석. 44억년전 -가장 오래된 광물. |

| 80타생 |

1. 고생물학자들은 주로 en:faunal stage를 지질학적 시기 대신에 쓰기도 한다. 각 시기의 구분은 꽤 복잡하다. faunal stage의 정확한 구분을 원한다면 Harland을 보라.
2. 표에 제시된 시각은 원문 자료에 따라 약간의 차이가 있는 경우가 일반적이다. 이 차이는 대부분 방사능 연대 측정 방법의 불확실성에 의한 경우가 많다.
3. 예전에는 신생대 제4기의 이전 시대를 제3기로 구분하기도 했으나, 국제 층서 위원회에서는 최근 이 이름을 공식 명칭에서 삭제했다.
4. 북아메리카에서는 석탄기가 미시시피세와 펜실베이니아세로 나뉜다.
5. 원생누대와 시생누대, 명왕누대를 합쳐 선캄브리아 시대 또는 은생누대라고 부르기도 한다.
6. 지질 시대의 한국어 명칭 - 한국지질자원연구원 지층명 연구위원회 자료 참고
7. 널리 쓰이긴 하지만 명왕누대는 공식적인 누대가 아니며, 초시생대의 경계도 정해지지 않았다.

## 같이 보기
- 지구의 나이
- 지구의 역사
- 지사학
- 한반도의 지질
- 선캄브리아 시대